# The Girl in the Taxi (film, 1937)
Pour les articles homonymes, voir The Girl in the Taxi.
The Girl in the taxi est un film britannique réalisé par André Berthomieu et sorti en 1937. Il s'agit d'une comédie musicale, inspirée d'une pièce du même nom.

## Fiche technique
- Réalisation : André Berthomieu
- Scénario : Fritz Gottfurcht, Austin Melford, Val Valentine
- Production :  British Unity Pictures
- Décorateur : Jean d'Eaubonne
- Musique : Jean Gilbert
- Image : Roy Clark
- Montage : Ray Pitt
- Durée : 70 minutes
- Type : comédie musicale
- Dates de sortie : 
  - Londres : 3 septembre 1937
  - Royaume-Uni : 21 février 1938

## Distribution
- Frances Day : Suzanne Pommarel
- Henry Garat : René Boislurette
- Lawrence Grossmith : Baron des Aubrais
- Jean Gillie : Jacqueline
- Mackenzie Ward : Hubert
- John Deverell : Emile Pomarel
- Helen Haye : Delphine
- Ben Field : Dominique
- Albert Whelan : Alexis
- Laurence Hanray : Charencey
- Joan Kemp-Welch : Suzanne Dupont